# 區域貨運航空
區域貨運航空股份公司（西班牙語：Regionalcargo Holdings, S.A. de C.V.），是一家以墨西哥克雷塔罗國際機場為總部的貨運航空公司，於2006年成立。

## 目的地
墨西哥區域貨運航空的定期航班目的地如下：
- 墨西哥
  - 瓜达拉哈拉 - 米格尔·伊达尔戈·伊·科斯蒂利亚国际机场
  - 墨西哥城 - 墨西哥城贝尼托·胡亚雷斯国际机场
  - 拉巴斯 - 曼努埃尔·马尔克斯德·莱昂国际机场
  - 蒙特雷 - 蒙特雷國際機場
  - 克雷塔罗 - 克雷塔罗國際機場 基地
  - 托卢卡 - 阿道弗·洛佩斯·马特奥斯国际机场
  - 普埃布拉 - 普埃布拉州国际机场
  - 梅里達 - 曼努埃尔·克雷森西奥·雷洪国际机场
  - 坎昆 - 坎昆國際機場

## 機隊
截至2008年，墨西哥區域貨運航空機隊如下：
- ATR 42-300F
- 波音737-200C

## 外部連結
- 官方網站（页面存档备份，存于） （西班牙文）